# Пратулин
Пратулин (Пратулін, пол. Pratulin) — село в Польщі, у гміні Рокитно Більського повіту Люблінського воєводства. Населення — 67 осіб (2011).

## Історія

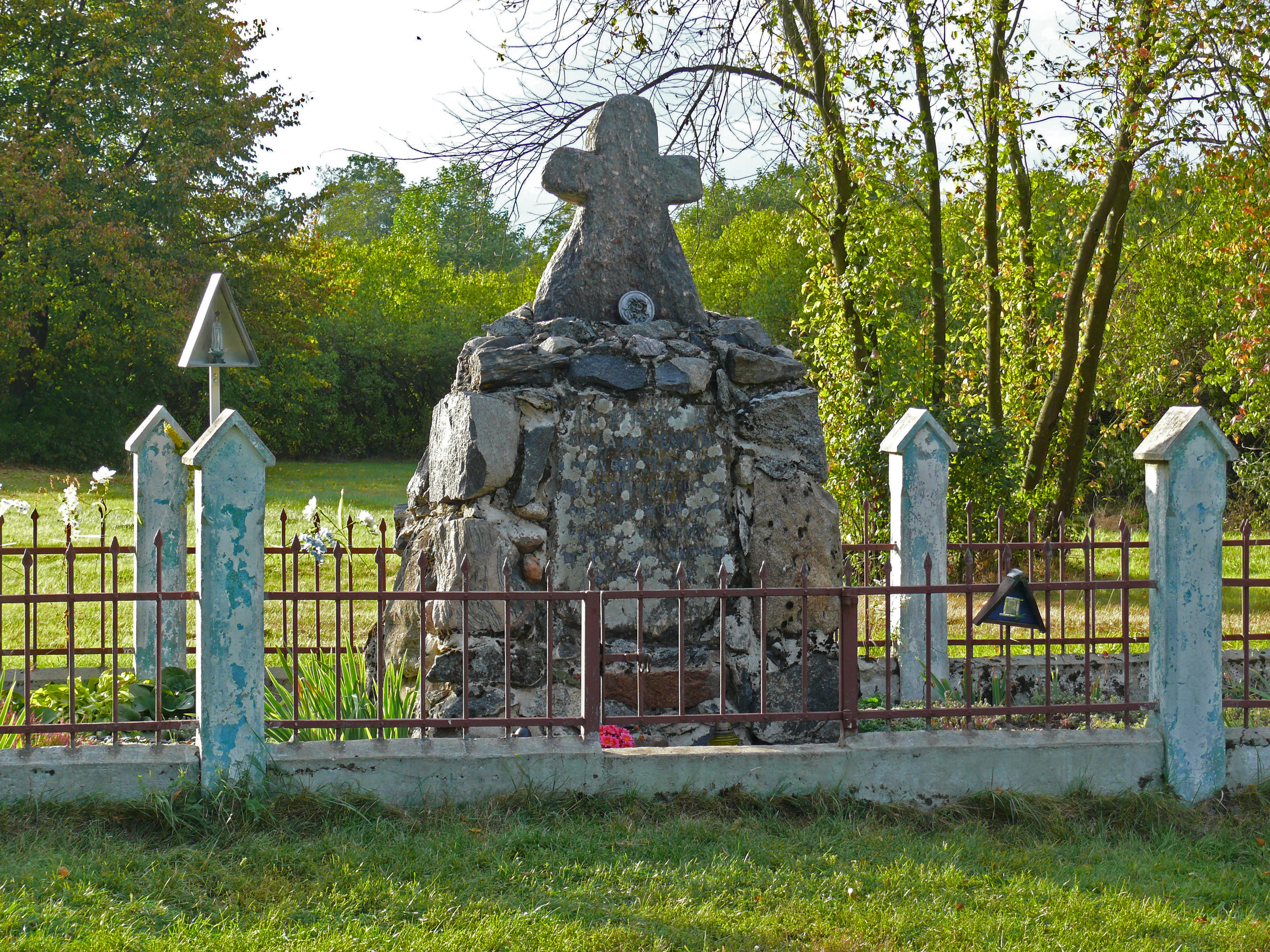
Поховання греко-католицьких вірян, вбитих російськими солдатами в 1874 році

1676 року вперше згадується церква східного обряду в селі.
У 1827 році в Пратулині було 43 доми та мешкало 306 українців («русинів»).
У 1861 році місцева греко-католицька парафія налічувала 1850 вірян.
За даними етнографічної експедиції 1869—1870 років під керівництвом Павла Чубинського, у селі переважно проживали римо-католики, меншою мірою — греко-католики, які здебільшого розмовляли українською мовою.
У 1880-х роках в 13 будинках мешкало 170 осіб.
У міжвоєнні 1918—1939 роки польська влада в рамках великої акції закриття та руйнування українських храмів на Холмщині і Підляшші перетворила місцеву православну церкву на римо-католицький костел.

## Населення
Демографічна структура станом на 31 березня 2011 року:
|          | Загалом | Допрацездатний вік | Працездатний вік | Постпрацездатний вік |
| -------- | ------- | ------------------ | ---------------- | -------------------- |
| Чоловіки | 41      | 7                  | 27               | 7                    |
| Жінки    | 26      | 2                  | 14               | 10                   |
| Разом    | 67      | 9                  | 41               | 17                   |